# Cinemaware
Cinemaware var ett företag som både utvecklade och publicerade ett flertal datorspel under 1980-talet. Företaget grundades 1985 och som namnet antyder hade de ambitionen att utveckla spel med filmiska kvaliteter. Flera av deras titlar utmärkte sig därför för sin grafik och berättarteknik. Plattformar som företaget utvecklade spel för var C64, Apple IIGS, PC, NES, PC Engine med flera. Det var dock deras arbete med Amigan som fick mest uppmärksamhet. Cinemaware gick i konkurs 1991.
Namnet köptes upp av nya ägare och ett nytt bolag bildades år 2000, som fortfarande är aktivt. Samtliga speltitlar, produkter, licenser och rätten till namnet Cinemaware köptes 2016 av svenska Starbreeze.

## Ludografi
- Defender of the Crown
- S.D.I.
- The King of Chicago
- Sinbad and the Throne of the Falcon
- The Three Stooges
- Rocket Ranger
- TV Sports Football
- Lords of the Rising Sun
- It Came From the Desert
- TV Sports Baseball
- Antheads: It Came from the Desert 2
- Wings
- TV Sports Boxing